# (10125) Stenkyrka
(10125) Stenkyrka est un astéroïde de la ceinture principale.

## Description
(10125) Stenkyrka est un astéroïde de la ceinture principale. Il fut découvert le 21 mars 1993 à La Silla par le programme UESAC. Il présente une orbite caractérisée par un demi-grand axe de 2,19 UA, une excentricité de 0,18 et une inclinaison de 4,8° par rapport à l'écliptique.

## Compléments